# Васильев, Дмитрий Владимирович (биатлонист)
Дми́трий Влади́мирович Васи́льев (род. 8 декабря 1962, Ленинград) — советский биатлонист, двукратный олимпийский чемпион в эстафете 4 х 7,5 км (1984, 1988), чемпион мира 1986 года в этом же виде соревнований.
Заслуженный мастер спорта СССР по биатлону (1984), мастер спорта СССР по лыжным гонкам.
Чемпион СССР 1984, 1986 в гонке на 10 км, 1987 в гонке патрулей на 25 км, 1988 в гонке на 10 км, 20 км и эстафете 4 х 7,5 км, побеждал на всесоюзных соревнованиях «Ижевская винтовка».
Сегодня является президентом Федерации биатлона Санкт-Петербурга.
В настоящее время является директором детско-юношеской спортивной школы № 3 Калининского района Санкт-Петербурга.

## Биография
Как и многие советские и российские биатлонисты начал свой путь в спорте с лыжных гонок, в биатлон попал случайно. Тренировался в ДЮСШ Невского района г. Ленинграда, затем учился в 62 спортивной школе-интернате (тренировался у В. В. Мезенцева). В 10-м классе, неудачно выступил на соревнованиях в Мурманске. Вместе с лыжниками там соревновались и биатлонисты, и один из них пригласил Дмитрия пострелять. Он поразил почти все мишени как лежа, так и стоя. Вернувшись в Ленинград, он получил от тренера приглашение поехать с биатлонистами на сборы в Сухуми, которые завершились удачно.
Постепенно он поднялся до уровня сборной, успешно выступал на разных соревнованиях. Выступал за ДСО «Динамо» (тренер Николай Александрович Кикоть).
В 1984 году на играх в Сараево вся команда неудачно выступила в индивидуальных гонках. Завершающим стартом была эстафета. 1-й этап бежал Дмитрий Васильев. Он оторвался от преследователей на минуту и семь секунд. Юрий Кашкаров бежал 2-й этап и в целом пробежал успешно, по-прежнему занимаю лидирующую позицию. Альгимантас Шална по пути к 1-му огневому рубежу сумел увеличить гандикап до 40 секунд, а после стрельбы лежа ушёл с отрывом от команды ГДР в 47 секунд. Однако в стрельбе стоя он сделал 2 промаха. На заключительный этап отправился Булыгин, имея отставание в 18 секунд от немца Франка Ульриха. До первого огневого рубежа он настиг немца. На обоих рубежах стрелял чисто и уходил на финиш, имея преимущество в 17 секунд. Однако ближе к финишу он увидел, что соперники близко, но из последних сил добрался первым.
На Играх в Калгари Васильев снова победил в эстафете и снова бежал 1-й этап.
Отличительной чертой Васильева-биатлониста была скорострельность на огневом рубеже. До него спортсмены тратили на стрельбу 40-45 секунд. Он научился стрелять за 30.
Единственный в мире биатлонист, ставший олимпийским чемпионом в классическом и в коньковом ходе.
Награждён орденами «Знак Почёта» (1984) и Дружбы народов (1988).
В 1999—2002 — генеральный менеджер «Союза биатлонистов России».
С 2009 года по 2014 год — член правления Союза Биатлонистов России.
С 2011 года — президент «Спортивной Федерации Биатлона Санкт-Петербурга»
С 2012 года — директор СДЮСШОР № 3 Калининского района, Санкт-Петербурга.